# Associazione Sportiva Cecina 1993-1994
Questa pagina raccoglie le informazioni riguardanti l'Associazione Sportiva Cecina nelle competizioni ufficiali della stagione 1993-1994.

## Rosa
| N. |                   | Ruolo | Calciatore            |
| -- | ----------------- | ----- | --------------------- |
|    | Italia (bandiera) | D     | Giacomo Adamoli       |
|    | Italia (bandiera) | A     | Giuseppe Alfano       |
|    | Italia (bandiera) | C     | Stefano Amadori       |
|    | Italia (bandiera) | C     | Luca Aquilante        |
|    | Italia (bandiera) | D     | Samuele Ballerini     |
|    | Italia (bandiera) | C     | Antonino Barone       |
|    | Italia (bandiera) | D     | Alessandro Bertazzoli |
|    | Italia (bandiera) | A     | Federico Bianco       |
|    | Italia (bandiera) | P     | Leonardo Biondi       |
|    | Italia (bandiera) | A     | Luca Cabrini          |
|    | Italia (bandiera) | C     | Andrea Chiarentini    |
|    | Italia (bandiera) | A     | Luca Cioni            |
|    | Italia (bandiera) | A     | Alessio Esposito      |
|    | Italia (bandiera) | C     | Antonio Germano       |

| N. |                   | Ruolo | Calciatore         |
| -- | ----------------- | ----- | ------------------ |
|    | Italia (bandiera) | C     | Alvaro Gneri       |
|    | Italia (bandiera) | D     | Michele Guzzardo   |
|    | Italia (bandiera) | D     | Diego Maggioni     |
|    | Italia (bandiera) | C     | Alessandro Magrì   |
|    | Italia (bandiera) | D     | Maurizio Manetti   |
|    | Italia (bandiera) | D     | Francesco Minuti   |
|    | Italia (bandiera) | D     | Guido Pagliuca     |
|    | Italia (bandiera) | A     | Cristian Pennone   |
|    | Italia (bandiera) | P     | Paolo Pizzoferrato |
|    | Italia (bandiera) | A     | Marco Prunecchi    |
|    | Italia (bandiera) | A     | Giovanni Rallo     |
|    | Italia (bandiera) | D     | Michele Sbravati   |
|    | Italia (bandiera) | D     | Luca Vivaldi       |